# Cyklistika na Letních olympijských hrách 1920
Cyklistické soutěže na Letních olympijských hrách v Antverpách.

## Silniční cyklistika

### Muži
| Kategorie                      | Zlato                                                                                       | Stříbro                                                                         | Bronz                                                                               |
| ------------------------------ | ------------------------------------------------------------------------------------------- | ------------------------------------------------------------------------------- | ----------------------------------------------------------------------------------- |
| Muži závod s hromadným startem | Harry Stenqvist · Švédsko (SWE)                                                             | Henry Kaltenbrun · Jihoafrická unie (RSA)                                       | Fernand Canteloube · Francie (FRA)                                                  |
| Muži družstvo - hromadný start | Francie (FRA) · Achille Souchard · Fernand Canteloube · Georges Detreille · Marcel Gobillot | Švédsko (SWE) · Harry Stenqvist · Sigfrid Lundberg · Ragnar Malm · Axel Persson | Belgie (BEL) · Albert Wyckmans · Albert De Bunné · Jean Janssens · André Vercruysse |

## Dráhová cyklistika

### Muži
| Kategorie                | Zlato                                                                               | Stříbro                                                                              | Bronz                                                                                   |
| ------------------------ | ----------------------------------------------------------------------------------- | ------------------------------------------------------------------------------------ | --------------------------------------------------------------------------------------- |
| 50 km                    | Henry George · Belgie (BEL)                                                         | Cyril Alden · Velká Británie (GBR)                                                   | Piet Ikelaar · Nizozemsko (NED)                                                         |
| sprint (jednotlivci)     | Maurice Peeters · Nizozemsko (NED)                                                  | Horace Johnson · Velká Británie (GBR)                                                | Harry Ryan · Velká Británie (GBR)                                                       |
| stíhací závod (družstva) | Itálie (ITA) · Primo Magnani · Arnaldo Carli · Ruggerio Ferrario · Franco Giorgetti | Velká Británie (GBR) · Albert White · Cyril Alden · Horace Johnson · William Stewart | Jihoafrická unie (RSA) · James Walker · Sammy Goosen · Henry Kaltenbrun · William Smith |
| tandem                   | Velká Británie (GBR) · Thomas Lance · Harry Ryan                                    | Jihoafrická unie (RSA) · William Smith · James Walker                                | Nizozemsko (NED) · Frans de Vreng · Piet Ikelaar                                        |

## Přehled medailí
| Pořadí | Země                   | Zlato | Stříbro | Bronz | Celkově |
| ------ | ---------------------- | ----- | ------- | ----- | ------- |
| 1.     | Velká Británie (GBR)   | 1     | 3       | 1     | 5       |
| 2.     | Švédsko (SWE)          | 1     | 1       | 0     | 2       |
| 3.     | Nizozemsko (NED)       | 1     | 0       | 2     | 3       |
| 4.     | Belgie (BEL)           | 1     | 0       | 1     | 2       |
| 4.     | Francie (FRA)          | 1     | 0       | 1     | 2       |
| 6.     | Itálie (ITA)           | 1     | 0       | 0     | 1       |
| 7.     | Jihoafrická unie (RSA) | 0     | 2       | 1     | 3       |